# Punto de Vista (revista)
Punto de Vista fue una revista que salió en la ciudad de Buenos Aires (Argentina) entre 1978 y 2008 y llegó a publicar 90 números. Fue una revista de crítica literaria, cultural, estética, de historia de las ideas y de los intelectuales, de sociología cultural y política, de análisis cultural y de los medios masivos. Su campo fue el de las ideologías contemporáneas, tanto en sus manifestaciones artísticas como de pensamiento. A lo largo de 30 años funcionó como un instrumento de actualización teórica en estos campos, de difusión, producción de debates y establecimiento de líneas de análisis y nuevas hipótesis.

## Trayectoria
Punto de Vista publicó su primer número en marzo de 1978, en las condiciones sombrías de la dictadura militar argentina (1976-1983). Carlos Altamirano, Ricardo Piglia y Beatriz Sarlo, que habían participado de la dirección de la revista Los Libros, clausurada por el ejército en 1976, coincidieron, con algunos dirigentes de la izquierda revolucionaria, en la necesidad de vincular los restos dispersos del campo intelectual. Juntos dieron comienzo a la revista, en situación de semi-clandestinidad y, sobre todo, de secreto en lo que concernía a su relación con la política, representada entonces por los dirigentes de Vanguardia Comunista que iban a desaparecer en agosto de 1978, Elías Semán, Rubén Kristkausky y Abraham Hochman.
En esa etapa de invisibilidad casi total, Carlos Boccardo diseñó el logotipo que la revista mantuvo desde entonces; Hugo Vezzetti y María Teresa Gramuglio participaron desde las primeras reuniones y Jorge Sevilla prestó su nombre para que la publicación no saliera en las condiciones de un sospechoso anonimato. Junto con otros intelectuales, que corrieron riesgos acercándose a la revista, se trataba de asegurar un espacio precario de publicación para un puñado de críticos, escritores y artistas que habían quedado desarticulados tanto respecto del medio académico como del campo cultural.[cita requerida]
Después de la guerra de Malvinas en 1982, se sumó al Consejo de Dirección Hilda Sabato, con quien la revista había coincidido en el repudio de esa aventura final de la dictadura militar.A partir de 1983, la revista se amplió, incorporando intelectuales que retornaban del exilio, y, entre ellos, sumó a su Consejo de Dirección a José Aricó y Juan Carlos Portantiero. En ese año, Punto de Vista supera la marginalidad extrema, se conecta con intelectuales más jóvenes y define un nuevo lugar en el marco de la transición democrática, después de haber reconsiderado las ideas con que los primeros miembros del grupo habían pensado y actuado en la primera mitad de los setenta.
Beatriz Sarlo dirigía la revista con una dinámica colectiva de debate y elaboración con el Consejo, compuesto por un grupo de figuras que, como ella, durante la década de 1980 destacaba tanto en el debate público sobre la transición democrática (en la prensa o a través de una institución clave del período, el Club de Cultura Socialista) como en la reforma de la Universidad y las instituciones culturales.
En los años 90 la revista se amplió: Adrián Gorelik se incorporó al Consejo de Dirección en 1992 y en 1995, para enriquecer la dinámica colectiva, se formó un Consejo Asesor en el que participaban Raúl Beceyro, Jorge Dotti, Rafael Filippelli, Federico Monjeau y Oscar Terán, al que se sumó en 2003 Ana Porrúa. 
En 2004 se separaron de la revista Altamirano, Gramuglio y Sabato,quedando constituida hasta su cierre en 2008 con la dirección de Sarlo, la subdirección de Gorelik, y un Consejo Editor integrado por Beceyro, Dotti, Filippelli, Monjeau, Porrúa, Terán y Vezzetti. 
La revista fue diseñada en sus primeros años por los artistas plásticos Carlos Boccardo y Juan Pablo Renzi. Desde el número 42, de 1992, hasta el número 90 con que cerró, fue diseñada por Estudio Vesc y Josefina Darriba contando con la ilustración, en cada número, de obras de un artista contemporáneo.

## Legados
En lo que respecta a sociología de la cultura, teoría política y ciertas elecciones estéticas, Punto de Vista estableció diversos y múltiples conceptos para el desarrollo del debate intelectual argentino. Entre sus más importantes “operaciones de traducción”, cabe mencionar la introducción de la sociología de la cultura de Pierre Bourdieu y el materialismo cultural de Raymond Williams, a quien la revista entrevistó en 1979. Lo cierto es que la revisión creativa de diversas tradiciones de izquierda llevó a que la revista definiera, en el contexto de los años 1980, a la historia y la cultura como los campos en los cuales arriesgar nuevas definiciones del compromiso intelectual.
Asimismo, propuso una lectura nueva del canon literario argentino, reinterpretando producciones históricas como las de Domingo Faustino Sarmiento y Jorge Luis Borges, replanteando el lugar de instituciones como la revista Sur y valorizando escritores contemporáneos como Juan José Saer. También incluyó figuras de la generación que comenzaba a publicar en las décadas de 1980-1990, como el narrador Sergio Chejfec o el poeta Daniel García Helder. 
En la revista tuvieron lugar importantes reflexiones sobre la democracia política y la memoria del terrorismo de Estado. A partir de la década de 1990, fue notable la incorporación de temas menos habituales en la tradición del debate público local, como la cultura urbana, la música contemporánea y el cine. El legado más duradero que dejó Punto de Vista fue la implantación de un dispositivo de lectura de las relaciones entre cultura y política en la Argentina armado con una mezcla teórica, histórica y sociológica de gran heterodoxia y originalidad. Esta perspectiva de análisis abrió la puerta, ya a partir de la consolidación académica en la década de 1990, a la constitución de una nueva historia cultural y de los intelectuales en la Argentina.